# Halanthium kulpianum
Halanthium kulpianum är en amarantväxtart som först beskrevs av Karl Heinrich Koch, och fick sitt nu gällande namn av Aleksandr Andrejevitj Bunge. Halanthium kulpianum ingår i släktet Halanthium och familjen amarantväxter. Inga underarter finns listade i Catalogue of Life.